# Luigi Mattioni
Luigi Mattioni (Milano, 5 febbraio 1914 – 1961) è stato un architetto, urbanista e teorico dell'architettura italiano, fra i maggiori architetti del dopoguerra, attivo soprattutto a Milano.
Nel capoluogo lombardo ha realizzato circa 200 edifici, per 3,5 milioni di metri cubi di volumetria, compresi alcuni edifici di grande rilevanza quali la Torre Breda, il Centro Diaz (noto come il palazzo della Terrazza Martini), la Torre Turati, il Palazzo Omsa e il Centro San Babila.

## Biografia
Mattioni si laureò in Architettura presso il Politecnico di Milano nel 1939, con relatore Piero Portaluppi, conseguendo il premio come miglior laureato del triennio 1936-1939.
Cominciò a lavorare presso lo studio di Giovanni Muzio. Nel 1940 ottenne la Medaglia d'Oro per aver curato l'allestimento della Mostra delle ceramiche per la VII Triennale di Milano.
Nel 1944 fu nominato assistente incaricato nel corso di Elementi di Architettura e Rilievo dei Monumenti del Politecnico di Milano e si dedicò allo studio dei problemi della prefabbricazione ed unificazione dell'abitazione.
Nel secondo dopoguerra aggiunse all'insegnamento l'attività di pubblicista e quella professionale. Scrisse per riviste come Stile diretta da Giò Ponti, per Metron di cui divenne corrispondente, ed infine fu tra i fondatori dell'originale esperimento editoriale A - Attualità, Architettura, Abitazione, Arte insieme a Carlo Pagani e Bruno Zevi.
Aprì uno studio a Milano, in Piazza Cinque Giornate, occupandosi di costruzioni per l'industria, arredo, allestimenti e urbanistica. Divenne anche consulente per il piano regolatore della città di Milano con Gaetano Ciocca, Amos Edallo, Augusto Magnaghi e Mario Terzaghi.
Nel 1946 ricevette l'incarico per l'allestimento della Mostra Internazionale della Ricostruzione; nel 1947 ricevette dal commissario Bottoni l'incarico di curare alcune sezione della VIII Triennale di Milano insieme a Belgioioso, Diomede, Marescotti, Mucchi e Marco Zanuso. In questa occasione gli fu nuovamente assegnata la Medaglia d'oro per il contributo dato con la realizzazione del "Diorama del Soleggiamento" e l'estensione di norme tecniche per il QT8. Nel 1948 fu invitato a partecipare al primo convegno di Edilizia e Urbanistica Rurale della Valle Padana, a Cremona, e da lì iniziò la stagione del boom professionale che lo vide protagonista della scena milanese per il decennio 1950-1960.
Mattioni fu tra i fondatori della IN-ARCH e fu promotore del nascente Sindacato Nazionale Architetti; promosse anche presso il parlamento la legge istituente la Cassa Nazionale Ingegneri Architetti.
Luigi Mattioni morì a 47 anni, per un aneurisma cerebrale. È stato inserito nel Famedio del cimitero monumentale.

## Opere principali

### Il Grattacielo di Milano
Il Grattacielo di Milano è uno dei primi edifici moderni della Milano degli anni cinquanta. Alto 117 metri, fu progettato da  Ermenegildo ed Eugenio Soncini e Luigi Mattioni nel 1954. È di poco precedente al più noto e poco distante Grattacielo Pirelli.
È considerato una pietra miliare dell'urbanizzazione milanese: portato a simbolo di una Milano completamente rinnovata, il Grattacielo entrò nell'iconografia popolare, nelle cartoline illustrate e nei dépliant turistici. Fu a tutti gli effetti il primo grattacielo milanese.
Il Grattacielo, che si affaccia su Piazza della Repubblica, Via Vittor Pisani e viale Tunisia, fu il primo edificio a superare in altezza la famosa Madonnina del Duomo di Milano (108,50 m) e all'epoca della sua realizzazione era il più alto edificio Italiano.
Dopo il completamento della Torre Solaria nel 2014, l'edificio è oggi il secondo più alto di Milano ad uso abitativo.

### Il centro San Babila
Il Centro San Babila, fu costruito tra il 1954 e il 1957 come edificio di prestigio in piazza San Babila. L'edificio doveva collegare Corso Vittorio Emanuele e corso Europa, includendo la Galleria Passarella.

### Edificio di Via Larga 31
Negli stessi anni, Luigi Mattioni realizza il pregevole edificio tra via Larga 31 e via Chiaravalle 2, il quale presenta i medesimi principi formali del Centro San Babila, dal quale si distingue tuttavia per una maggior cura dell'impianto urbano e nella definizione volumetrica, probabilmente dovuta alla più ampia libertà concessa al progettista dalle prescrizioni del Comune di Milano.

### Centro Diaz
Eretto tra il 1953 e il 1957 è oggi noto anche come Grattacielo della Terrazza Martini.

## Opere
Edifici realizzati a Milano
1. Casa di abitazione in via Tadino (1947)
2. Deposito Carbonafta in via Grazioli (1948)
3. Uffici e magazzino per la Immobiliare Favilla in viale Umbria (1948)
4. Edificio residenziale in via Marradi (1948-49)
5. Complesso residenziale in piazza San Simpliciano (1949)
6. Complesso residenziale in piazza Sant'Ambrogio (1950-54)
7. Grattacielo di Milano in piazza della Repubblica (1950-55)
8. Centro Diaz in piazza Diaz (1953-57)
9. Sede dell'Aerotecnica Marelli in viale Lancetti (1954-58)
10. Complesso residenziale Elios in viale Monte Rosa (1950-53)
11. Torre Domus in viale Zara (1953-54)
12. Complesso residenziale Pollux in via De Amicis (1952-55)
13. Complesso residenziale in piazza VI Febbraio (1954-56)
14. Sede della Liquigas in corso Venezia (1956)
15. Centro San Babila in piazza San Babila (1954-57)
16. Complesso residenziale e commerciale Cometa in corso Sempione (1955-56)
17. Complesso residenziale in via Lorenteggio (1955)
18. Complesso residenziale in piazzale Cantore (1955)
19. Complesso residenziale in viale Monte Ceneri (1956-57)
20. Complesso residenziale in via Gran San Bernardo (1956-57)
21. Complesso residenziale in via Amadeo (1956-58)
22. Edificio residenziale in via Adige (1956)
23. Complesso residenziale in via Grigna, 10 (1956-57)
24. Complesso residenziale in via Filzi (1957-58)
25. Edificio residenziale in via Bartolini (1957)
26. Edificio residenziale in via Anselmo da Baggio (1957)
27. Edificio residenziale in via Melzi d'Eril (1957)
28. Complesso residenziale in via Bergamo (1958)
29. Edificio in via Larga (1958)
30. Edificio residenziale in via Mascagni (1958)
31. Edificio residenziale in via Plana (1958)
32. Complesso residenziale in piazza Napoli (1958)
33. Edificio residenziale in viale Corsica (1958)
34. Edifici residenziale in via Valparaiso (1958)
35. Edificio residenziale in via Pelizza da Volpedo (1958)
36. Edificio residenziale in piazzale Corvetto (1958)
37. Edificio residenziale in viale Abruzzi (1958)
38. Complesso residenziale Fergan in via Cardano (1958)
39. Edificio commerciale in via Monte Napoleone (1958)
40. Edificio residenziale in via San Galdino (1956-58)
41. Torre Turati in piazza della Repubblica (1958-60)
42. Palazzo Omsa in piazza Cavour (1958)
43. Complesso residenziale in largo V Alpini (1959-60)
44. Edificio residenziale in via Pascoli (1959)
45. Laboratorio Isotopi dell'università in via Celoria (1959)
46. Complesso residenziale in via Valmaira (1958-60)
47. Edificio residenziale in via Maffucci (1959)
48. Edificio residenziale in via Rossi (1958)
49. Edificio residenziale in viale Papiniano (1958-59)
50. Edificio residenziale in viale Piceno (1958-59)
51. Edificio residenziale in viale Campania (1958-59)
52. Stabilimento Maglificio Ondoli all'Ortica (1958-60)
53. Edificio residenziale in via Pinturicchio (1958-60)
54. Edificio residenziale in via Alberto Mario (1958-60)
55. Ristrutturazione dell'Hotel Marino in piazza della Scala (1958-60)
56. Edificio residenziale in corso Buenos Aires (1958-60)
57. Complesso residenziale in via Mezzofanti (1958-59)
58. Edificio residenziale in via Pisacane (1959)
59. Complesso residenziale e commerciale in piazzale Dateo (1959-60)
60. Complesso residenziale in via Cabrini (1959)
61. Edificio residenziale in via Desenzano (1959)
62. Complesso residenziale e commerciale in corso di Porta Vittoria (1960)
63. Complesso residenziale e commerciale in via Torino (1960-61)
64. Complesso residenziale e commerciale in corso XXII Marzo (1960)
65. Complesso residenziale e commerciale in via della Moscova (1960)
66. Autosalone in viale Testi (1960)
67. Edificio residenziale in via Rembrandt (1960)
68. Complesso residenziale e commerciale in via Varesina (1960)
69. Complesso residenziale e commerciale in piazza Axum (1960-61)
70. Edificio residenziale in viale Certosa (1960)
71. Complesso residenziale e commerciale in via Giambellino (1960-61)
72. Complesso residenziale e commerciale in corso Vercelli (1960-61)
73. Stabilimento Faema in via Ventura (1960-61)
74. Edificio residenziale in piazza Ascoli (1960)
75. Edificio residenziale in via Verro (1960)
76. Complesso residenziale e commerciale in via Pattari (1960-62)
77. Complesso residenziale e commerciale in via Foppa (1960-61)
Lottizzazioni realizzate a Milano
A. Piano per l'area di piazzale Istria (1953)
B. Piano per l'area dello stabilimento Bianchi (1954-60)
C. Piano per l'area di via Roncaglia (1954-55)
D. Piano per il quartiere Giglio su area di proprietà Alfa Romeo (1955)
E. Piano per l'area di via Padova (1955)
F. Piano per l'area di via Pisacane (1955)
G. Piano per l'area Cascina Rosa in via Amadeo
H. Piano per l'area di via San Galdino (1956)
I. Piano per l'area di via Capecelatro di proprietà Orsi Mangelli (1958)
L. Piano per l'area di via Pola (1958)
M. Piano per l'area di viale Gran Sasso (1958)
N. Piano per l'ar'ea di largo V Alpini (1958)
O. Piano per l'area di via Foppa (1960)
P. Piano per l'area di viale Monza (1960)
Altri, progetti e realizzazioni
Ristrutturazione della villa Debolini (Arezzo 1954)
Oratorio parrocchiale (Cocquio, Varese 1947)
Progetto per un albergo (Salsomaggiore 1948)
Stabilimento Fibrosil-Palini (Pignone, Brescia 1949-50)
Capannoni per la Ercole Marelli (Sesto San Giovanni, Milano 1949-50)
Edifici per i dipendenti della Ercole Marelli (Sesto San Giovanni, Milano 1949-50)
Quartiere residenziale per i dipendenti della Ercole Marelli (Sesto San Giovanni, Milano 1949-50)
Sede della Democrazia Cristiana (Rho 1951). al Edifici cooperativi (Rho 1952)
Asilo e nido (Rho 1953)
Progetto per un complesso residenziale (Il Cairo 1953)
Stabilimento-pilota Fiv e (Buenos Aires 1955)
Centro Microonde per il Cnr (Firenze 1955)
Ristrutturazione dello stabilimento Fivre (Firenze 1946-61)
Stabilimento Magneti Marelli (Sesto San Giovanni, Milano 1956)
Edificio in via Meda (R o 1956)
Edifici residenziali e banca (Garlasco, Pavia 1956)
Stabilimento Robotti (Torino 1956)
Stabilimento Fivre (Pavia 1946-61)
Stabilimento Ics (Bregnano, Como 1946-61)
Complesso residenziale in viale Repubblica (Crema 1956)
Progetto per un ristorante (Stoccolma 1957)
Complesso residenziale Ina Casa (Carvico, Bergamo 1957)
Complesso residenziale Ina Casa (Calcinate, Bergamo 1957)
Complesso residenziale Ina Casa (Brembilla, Bergamo 1957)
Complesso residenziale Ina Casa (Novi Ligure, Alessandria 1958)
Complesso residenziale (Oleggio, Novara 1958)
Complesso residenziale di 12 palazzine all'Eur (Roma 1957-58)
Ristrutturazione di palazzo Salimbeni per la sede del Monte dei Paschi (Siena 1959)
Ampliamento di capannoni per la Ercole Marelli (Sesto San Giovanni, Milano 1960)
Complesso Italia all'Eur (Roma 1952-60)
Progetto per il nuovo Municipio (Catania 1958)
Progetto per un edificio in piazza Cavour (Padova 1958)
Edificio residenziale (Vimodrone 1958)
Edificio residenziale e commerciale in via Marcobi (Varese 1959)
Villa Debolini (Quarcianella, Livorno 1959)
Complesso residenziale in via Mazzini (Cosenza 1959)
Complesso residenziale in corso Umberto I (Cosenza 1959)
Complesso commerciale in piazza degli Affari (Biella 1958-59)
Villa Avenati all'Eur (Roma 1960)
Villa Robecchi (Civenna, Como 1960)
Villaggio Iacp (Pieve di Novi Ligure, Alessandria 1960)
Altre lottizzazioni
Progetto per la sistemazione di un quartiere rurale (Cremona 1946-47)
Progetto per l'area piazza Risorgimento-via XX Settembre (Gallarate, Varese 1947)
Progetto per la sistemazione della zona balneare (Pesaro 1947)
Progetto per la sistemazione urbanistica del lago all'Eur (Roma 1953)
Piano per l'area Tre Fontane (Roma 1953-64)
Piano per l'area di viale Colombo all'Eur (Roma 1953-64)
Piano per il parco Porro (Somma Lombardo, Varese 1955)
Progetto per un quartiere sul lago (Portovaltravaglia, Varese 1956)
Progetto per il monte Bignone (Sanremo 1957)
Piano per la società Robotti (Torino 1957-58)
Progetto per il piano regolatore delle isole Tremiti (1957)
Piano per l'area Rossi (Abbiategrasso, Milano 1958)
Piano per l'area di via Madonna della Neve (Bergamo 1958)
Piano per l'area di proprietà Ercole Marelli (Sesto San Giovanni, Milano 1958-59)
Progetto per la sistemazione urbanistica dell'area Le Groane (Milano 1959-60)

## Valutazione della sua opera
Luigi Mattioni fu un innovatore in campo tecnico-organizzativo.
Gli interessi culturali e scientifici di Mattioni sono evidenti nella composizione della sua personale e ricca biblioteca di architettura, nonché nell'aggiornata raccolta di cataloghi e materiali, strumenti fondamentali nella nuova organizzazione manageriale dello studio da lui ideata: l'assetto tayloristico dello studio Mattioni ritrova situazioni comparabili soltanto all'estero, specie nella Germania Federale e negli USA (non a caso nel 1958 visitò gli studi di Philip Johnson e dei SOM).
La gestione dello studio è scandita da un parametro inventato da Mattioni, il modulora. I costi di gestione annuali (Somma di spese generali, retribuzioni, margine desiderato) vengono divisi per le ore lavorate dai componenti dello studio, titolare incluso.
Definito il modulo ora, ciascun progetto dovrà vedere attribuite un numero di ore il cui costo totale sia pari alla parcella stabilita dai parametri di legge.

## Gli scritti

### Articoli
- L'unificazione Edilizia, in Stile, n. 37, gennaio 1944.
- Abitazione e unificazione, in Stile, n. 38, febbraio 1944.
- Il reticolo normale, in Stile, n. 39, marzo 1944.
- Chiarimenti sulla casa per tutti, in L'Italia, 7 marzo 1944.
- Chiarimenti sociali sulla c.p.t., in L'italia, 21 marzo 1944.
- La costruzione "PM" ad elementi prefabbricati, in Domus, n. 201, settembre 1944.
- Questionario pro scuola di architettura, in Quaderni studenti architetti, dicembre 1945.
- Necrologio dell'apparecchio radio, in L'onda radiofonica, dicembre 1945.
- Il grattacielo di Milano, in Edilizia Moderna, n. 56, dicembre 1955.

### Manuali & Cataloghi
La tecnica dell'orientamento solare, in "Costruzione razionale della casa", a cura di E. Griffini, I vol. IV ed., Milano 1946, pp. 233–264

### Altri scritti
- Linee di massima per il nuovo piano regolatore di Milano (con G. Ciocca, A. Edallo, A. Magnaghi, M. Terzaghi), Milano 1946
- Le funivie cittadine su autosili verticali, come contributo al miglioramento del traffico (con T. Groff), Milano 1955
- L'inedito grattacielo di Milano,  Tipografia R. Scotti, Milano, 1956